# Grodziska gminy Tczew
Grodziska gminy Tczew
Na terenie gminy Tczew wydzielone są 203 strefy ochrony konserwatorskiej – archeologicznej. Do rejestru zabytków wpisano 11 stref ochrony archeologicznej. Cztery z nich to grodziska: Grodzisko w Lubiszewie Tczewskim, w Grodzisko w Śliwinach, Grodzisko Waćmierek, oraz Grodzisko i osada w Miłobądzu. Na tych terenach obowiązuje zakaz inwestowania.